# Генріх Отто Віланд
Генріх Отто Віланд (нім. Heinrich Otto Wieland; 4 червня 1877, Пфорцгайм, Баден, — 5 серпня 1957, Штарнберг) — німецький хімік-органік і біохімік.

## Біографія
Генріх Отто Віланд народився в м. Пфорцгайм, в сім'ї фармацевта Теодора Віланда і Елізи (Блом) Віланд. Отримавши початкову і середню освіту в місцевих школах, він вивчав хімію в університетах Мюнхена, Берліна і Штутгарта. У 1901 р. в Мюнхенському університеті йому було присуджено докторський ступінь, потім він працював там лектором, а у 1909 р. став ад'юнкт-професором. Чотири роки потому Віланд був призначений професором Мюнхенського технічного університету. Під час першої світової війни, перебуваючи у відпустці, вчений з 1917 по 1918 р. працював у Фріца Габера в Інституті фізичної хімії та електрохімії кайзера Вільгельма в Берліні, де брав участь у здійснюваних Німеччиною зусиллях з розробки хімічної зброї. Після війни він повернувся до Мюнхенського технічного університету, на свою колишню посаду, яку обіймав до 1921 р., після чого протягом трьох років працював у Фрайбургському університеті. З 1924 р. Віланд знов в Мюнхенському технічному університеті, але тепер уже на посаді завідувача кафедрою органічної хімії і директора лабораторії Беєра (названої ім'ям Адольфа фон Беєра). Цей пост він займав аж до відходу у відставку в 1950 р.
Помер Віланд у віці 80 років у Штарнберзі (Німеччина).

## Наукова діяльність
Не поділяючи тенденцію, що спостерігалася серед вчених, до зосередження уваги на все більш вузьких галузях науки, Віланд зробив значний внесок у розвиток найрізноманітніших напрямів органічної хімії. Він займався також багатьма проблемами, що порушувалися його попередниками.
Спочатку Віланд вивчав хімію органічних азотних сполук, особливо механізм приєднання оксидів азоту до вуглець-вуглецевого подвійного зв'язку і нітрування ароматичних вуглеводнів, потім послідовністю реакцій, що відбуваються і проміжними сполуками, які утворюються при синтезі гримучої кислоти із етанолу, азотної кислоти і ртуті. Аналіз кольорової реакції гідразину привів вченого до відкриття вільних радикалів азоту (високоактивних груп атомів, що володіють неспареним електроном). Віланд і його колеги опублікували більше 90 статей, присвячених дослідженням азотних сполук.
У 1774 р., коли французький хімік Антуан Лавуазьє описав роль кисню в реакціях горіння, хіміки вважали, що цей процес викликається «активованим» (високоактивним, нестабільним) киснем. Спираючись на дослідження, що проводилися його попередниками протягом десятиліть, Віланд створив теорію дегідрування, засновану на активації водню. Він пояснював окислення багатьох органічних і неорганічних сполук як дегідрування (наприклад, видалення атомів водню з фосфористої та мурашиної кислот або утворення сірчаної кислоти з діоксиду сірки). Віланд об'єднав предмети органічної хімії і біохімії, продемонструвавши процес дегідрування в живих клітинах (наприклад, перетворення ацетатів у бурштинову кислоту в збіднених киснем дріжджових клітинах).
Ще одна тема досліджень вченого, якою він зацікавився в 1912 р. і продовжував займатися все життя, стосується хімії жовчних кислот — речовин, що містяться в жовчному міхурі і сприяють засвоєнню ліпідів. Використовуючи класичні методи органічної хімії, позбавлений можливості застосувати такі сучасні технології наукового дослідження, як спектрометрія, хроматографія і рентгенівський аналіз, Віланд зробив те, що він пізніше описав як «довгий і невимовно виснажливий перехід через безплідну пустелю структури». Факт, що хо́лева, дезоксихо́лева і літохолева кислоти можуть бути перетворені на холанову кислоту, вказував на те, що ці жовчні кислоти володіють однаковим вуглецевим каркасом і відрізняються одна від одної тільки числом приєднаних гідроксильних груп OH. Приблизно в той же самий час Адольф Віндаус перетворив холестерин у холанову кислоту, довівши таким чином тісний структурний зв'язок між жовчними кислотами і холестерином. Тоді група вчених під керівництвом Віланда здійснила наступний крок — розщеплення жовчних кислот, що привело до непереконливих результатів щодо розмірів вуглецевих кілець. У 1932 р. англійські хіміки Отто Розенгейм і Гарольд Кінг за допомогою рентгенівської кристалографії показали, що всі ці речовини є стероїдами (органічними сполуками зі структурою, що складається з чотирьох вуглецевих кислот). Віланд відзначив, що, оскільки жовчні кислоти з'єднуються з жирами і вуглеводнями з утворенням колоїдного розчину у воді, фізіологічна функція жовчних кислот полягає в перекладі харчових жирів у водне середовище.
В інших своїх роботах Віланд займався вивченням хімії речовин, що зустрічаються в природі: морфію та стрихніну, алкалоїдів кураре і лобелії, отруйних ціклопентідів — фалоїдину й аманітину, — що виділяються з блідої поганки, отрути поганок та пігментів крила метелика (птеринів).
Прославився своїми енциклопедичними знаннями в області хімії, вчений протягом 20 років був редактором «Liebig's Annalen der Chemie».

## Нагороди
У 1927 р. ученому була присуджена Нобелівська премія з хімії «за дослідження жовчних кислот і будови багатьох схожих речовин». У своєму вступному слові від імені Шведської королівської академії наук X. Г. Седербаум підкреслив важливість вирішення Віландом проблеми, яку Седербаум назвав «без сумніву, найскладнішою з усіх, з якими коли-небудь стикалася органічна хімія». Відзначивши, що «Віланду вдалося отримати з жовчі насичену кислоту, яку можна розглядати як вихідну речовину для отримання жовчних кислот», Седербаум порівняв це з подібними ж відкриттями, зробленими Віндаусом: «Коли Віндаус … отримав таку ж вихідну речовину, холанову кислоту, з холестерину, це ясно вказувало на тісний зв'язок між холестерином і жовчними кислотами».
До числа багатьох наукових товариств, в яких він знаходився, відносяться: Лондонське королівське товариство, Національна академія наук США, Американська академія наук і мистецтв, Гайдельберзька академія наук, хімічні товариства Лондона, Румунії, Японії, Індії та Радянського Союзу, а також академії наук у Мюнхені, Геттінгені та Берліні. У 1955 р. Товариство німецьких хіміків нагородило Віланда першою премією Отто Гана за досягнення в області фізики та хімії. Йому були присуджені почесні ступені університетів Фрейбурга і Афін.

## Родина
У 1908 р. Віланд одружився з Жозефіною Бартманн. У них було три сини (один з них, Теодор, визначив точну структуру фалоїдину) і дочка, дружина Феодора Лінена. Віланд був людиною команди, що б'є через край енергії і надзвичайної працездатності, дуже любив малювати і музикувати і нерідко брав участь у домашніх музичних виставах.